# Boża Wola (województwo małopolskie)
Boża Wola – wieś w Polsce położona w województwie małopolskim, w powiecie olkuskim, w gminie Wolbrom.
| SIMC    | Nazwa    | Rodzaj    |
| ------- | -------- | --------- |
| 0223668 | Piekło   | część wsi |
| 0223674 | Przebój  | część wsi |
| 0223680 | Warszawa | część wsi |

W latach 1975–1998 miejscowość administracyjnie należała do województwa katowickiego.